# Charaxes sinensis
Charaxes sinensis är en fjärilsart som beskrevs av Rothschild 1900. Charaxes sinensis ingår i släktet Charaxes och familjen praktfjärilar. Inga underarter finns listade i Catalogue of Life.